# Waschbärspulwurm
Der Waschbärspulwurm (Baylisascaris procyonis) ist eine bei Waschbären häufige Fadenwurmart. Sie wurde in den USA auch im Darm von Hunden nachgewiesen. Generell ist diese Art – auch in Europa – als potenzieller Erreger von Larva migrans visceralis bei Tieren und Menschen von Interesse. Die  Adulten sind weißlich, 15 bis 20 cm lang und 1 cm dick.
Im Darm eines ausgewachsenen Waschbären können 200 Waschbärspulwürmer leben, ohne dass das Wirtstier dadurch wesentlich beeinträchtigt wird. Daraus resultieren Millionen von mikroskopisch kleinen Wurmeiern im Bärenkot, die mitunter jahrelang überleben können. Die Eier selbst sind harmlos, aber innerhalb der nächsten 2–4 Wochen entwickeln sich aus den Eiern die infektiösen Larven. Als Zwischenwirte fungieren in erster Linie kleine Tiere, Nager und Vögel, die später auch als Nahrung für den Waschbären dienen. Im Darm des Zwischenwirts schlüpfen die Larven aus den Eiern, können die Darmwand durchdringen und sich in unterschiedlichen Organen oder Gewebe einnisten. Das Nervensystem kann schwer geschädigt werden und zu Lethargie, Koordinations- und Gleichgewichtsstörungen, Schädigungen der Augen und des Gehirns, Koma und bei stärkerem Befall auch zum Tod des Wirtstieres führen. Größere Haustiere und Säugetiere als Fehlwirte können den Befall auch folgenlos überstehen. Die Aufnahme der Larven erfolgt durch Verzehr der lebenden oder verendeten Zwischenwirtstiere. Der Waschbärspulwurm erreicht nur im Waschbären sein ausgewachsenes Stadium.